# Dino Bravo
Adolfo Bresciano (Italië, 6 augustus 1948 - Laval, 10 maart 1993), beter bekend als Dino Bravo, was een Canadees professioneel worstelaar van Italiaanse afkomst.
Hij stond bekend om zijn kracht ("Canadian Strong Man"). Op 11 maart 1993 werd hij doodgeschoten met 10 kogels in een cirkelvorm in het achterhoofd, terwijl hij ijshockey aan het kijken was op televisie.

## In worstelen
- Afwerking en kenmerkende bewegingen
  - Airplane spin
  - Sidewalk slam
  - Inverted atomic drop
  - Meerdere suplex variaties
    - Belly to back
    - Double underhook
    - Gutwrench

- Managers
  - Bobby Heenan
  - Johnny Valiant
  - Frenchy Martin
  - Jimmy Hart

## Erelijst
- Georgia Championship Wrestling
  - NWA Georgia Tag Team Championship (1 keer met Mr. Wrestling)

- Lutte Internationale
  - Canadian International Heavyweight Championship (6 keer)
  - Canadian International Tag Team Championship (1 keer met Tony Parisi)

- Maple Leaf Wrestling
  - NWA Canadian Heavyweight Championship (2 keer)

- Mid-Atlantic Championship Wrestling
  - NWA Mid-Atlantic Tag Team Championship (2 keer; 1x met Mr. Wrestling en 1x met Tiger Conway Jr.)
  - NWA World Tag Team Championship (1 keer met Mr. Wrestling)

- NWA Hollywood Wrestling
  - NWA Americas Heavyweight Championship (1 keer)
  - NWA Americas Tag Team Championship (1 keer met Victor Rivera)

- World Wide Wrestling Federation / World Wrestling Federation
  - WWWF World Tag Team Championship (1 keer met Dominic DeNucci)
  - WWF Canadian Championship (1 keer)